# Dionysiana
Dionysiana (łac. Diocesis Dionysianensis) – stolica historycznej diecezji w Cesarstwie rzymskim w prowincji Byzacena, współcześnie w Tunezji. Obecnie katolickie biskupstwo tytularne.

## Biskupi
| Lp. | Biskup                   | Funkcja                                                          | Od                | Do                   |
| --- | ------------------------ | ---------------------------------------------------------------- | ----------------- | -------------------- |
| 1   | Antoni Malecki           | biskup pomocniczy mohylewski administrator apostolski Leningradu | 12 sierpnia 1926  | 17 stycznia 1935     |
| 2   | Antoni Zimniak           | biskup pomocniczy częstochowski                                  | 14 sierpnia 1936  | 26 stycznia 1943     |
| 3   | François-Louis Auvity    | emerytowany biskup Mende (Francja)                               | 11 sierpnia 1945  | 15 lutego 1964       |
| 4   | Diego María Gómez Tamayo | emerytowany arcybiskup Popayán (Kolumbia)                        | 12 września 1964  | 2 września 1971      |
| 5   | Rudolf Schmid            | biskup pomocniczy Augsburga (Niemcy)                             | 3 stycznia 1972   | 24 czerwca 2012      |
| 6   | Quesnel Alphonse         | biskup pomocniczy Port-au-Prince (Haiti)                         | 10 listopada 2012 | 25 października 2012 |
| 7   | Martín Fassi             | biskup pomocniczy San Isidro (Argentyna)                         | 17 listopada 2014 | 5 grudnia 2020       |
| 8   | Gary Janak               | biskup pomocniczy San Antonio (USA)                              | 15 lutego 2021    |                      |